# Dungeon Siege
Dungeon Siege là trò chơi video nhập vai dành cho hệ máy tính cá nhân phát triển bởi Gas Powered Games và phát hành bởi Microsoft Game Studios. Chris Taylor đã giới thiệu Dungeon Siege tại E3 2000. Trò chơi đã phát hành vào ngày 31 tháng 3 năm 2002.
Trò chơi lấy bối cảnh trung cổ kỳ ảo và cách chơi tuyến tính. Người chơi sẽ vào vai một người nông dân đang làm việc trong sự yên bình thì có báo động về sự tấn công của một chủng tộc hiếu chiến và người chơi sẽ phải lên đường đi thông báo cũng như kêu sự trợ giúp của các thị trấn gần đó để chống lại mối hiểm họa. Trên đường đi người chơi sẽ chống lại rất nhiều nguy hiểm cũng như gặp gỡ các nhân vật khác nhau và lập nhóm để có thể vượt qua các trận chiến dễ dàng hơn.
Năm 2003 Gas Powered Games và Mad Doc Software đã phát hành phiên bản mở rộng độc lập có tên Dungeon Siege: Legends of Aranna, ngoài ra các phần tiếp theo là Dungeon Siege II và Dungeon Siege III cũng đã được phát triển và phát hành.

## Truyền thông

### Trò chơi điện tử
Với thành công của phiên bản đầu phiên bản mở rộng độc lập có tên Dungeon Siege: Legends of Aranna đã được phát hành sau đó vào ngày 11 tháng 11 năm 2003.
Phiên bản tiếp theo của trò chơi là Dungeon Siege II phát hành vào ngày 16 tháng 6 năm 2005 và sau đó là phiên bản mở rộng của nó là Dungeon Siege II: Broken World phát hành vào ngày 01 tháng 8 năm 2006. Phiên bản tiếp theo trong dòng trò chơi này là Dungeon Siege III phát hành vào ngày 21 tháng 6 năm 2011.
Phiên bản cho hệ PlayStation Portable có tên Dungeon Siege: Throne of Agony đã được phát hành vào ngày 30 tháng 10 năm 2006.

### Phim
Bộ phim mang tên In the Name of the King: A Dungeon Siege Tale đạo diễn bởi Uwe Boll đã được thực hiện với cốt truyện dựa trên Dungeon Siege. Bộ phim được thực hiện bởi Brightlight Pictures, phân phối bởi Freestyle Releasing. Vivendi Entertainment đã tiến hành phân phối bộ phim tại thị trường Bắc Mỹ.
Bộ phim nối tiếp mang tên In the Name of the King 2 hay còn được biết là In the Name of the King: Two Worlds cũng đã được thực hiện dưới sự đạo diễn của Uwe Boll. Tuy nhiên bộ phim này không được thành công bộ đầu.

## Đón nhận
Dungeon Siege đã nhận được nhiều đánh giá khác nhau. Các đánh giá thường nói trò chơi có cốt truyện nhàm chán và khó hiểu nhưng cách chơi rất hay và thú vị với chất lượng hình ảnh và âm thanh tốt. Trò chơi được đánh giá là có thể cạnh tranh với trò Diablo.